# ECHL
ECHL (ang. East Coast Hockey League) – rozgrywki hokeja na lodzie w Stanach Zjednoczonych z drużynami z USA i Kanady. ECHL jest ligą o klasę niżej od American Hockey League i o dwie klasy niżej od National Hockey League. Większość drużyn ligi jest filiami zespołów z NHL i AHL. Liga powstała z nieaktywnych zespołów z lig Atlantic Coast Hockey League oraz All-American Hockey League. W pierwszym sezonie wystąpiło 5 zespołów. Każdego sezonu zwycięzca play-off ECHL otrzymuje Kelly Cup.

## Uczestnicy
| Konferencja Wschodnia | Konferencja Wschodnia    | Konferencja Wschodnia                 | Konferencja Wschodnia                | Konferencja Wschodnia                               |
| Dywizja               | Drużyna                  | Arena                                 | Miasto                               | Afilacja zespołu                                    |
| --------------------- | ------------------------ | ------------------------------------- | ------------------------------------ | --------------------------------------------------- |
| Północna              | Adirondack Thunder       | Glens Falls, Nowy Jork                | Cool Insuring Arena                  | New Jersey Devils, Binghamton Devils                |
| Północna              | Brampton Beast           | Brampton, Ontario                     | Powerade Centre                      | Montreal Canadiens, Laval Rocket                    |
| Północna              | Manchester Monarchs      | Manchester, New Hampshire             | SNHU Arena                           | Los Angeles Kings, Ontario Reign                    |
| Północna              | Maine Mariners           | Portland, Maine                       | Cross Insurance Arena                | New York Rangers, Hartford Wolf Pack                |
| Północna              | Newfoundland Growlers    | St. John’s, Nowa Fundlandia           | Mile One Centre                      | Toronto Maple Leafs, Toronto Marlies                |
| Północna              | Reading Royals           | Reading, Pensylwania                  | Santander Arena                      | Philadelphia Flyers, Lehigh Valley Phantoms         |
| Północna              | Worcester Railers        | Worcester, Massachusetts              | DCU Center                           | New York Islanders, Bridgeport Sound Tigers         |
| Południowa            | Atlanta Gladiators       | Duluth, Georgia                       | Infinite Energy Arena                | Boston Bruins, Providence Bruins                    |
| Południowa            | Florida Everblades       | Estero, Floryda                       | Germain Arena                        | Carolina Hurricanes, Charlotte Checkers             |
| Południowa            | Greenville Swamp Rabbits | Greenville, Karolina Południowa       | Bon Secours Wellness Arena           |                                                     |
| Południowa            | Jacksonville Icemen      | Jacksonville, Floryda                 | Jacksonville Veterans Memorial Arena | Winnipeg Jets, Manitoba Moose                       |
| Południowa            | Norfolk Admirals         | Norfolk, Wirginia                     | Norfolk Scope                        |                                                     |
| Południowa            | Orlando Solar Bears      | Orlando, Floryda                      | Amway Center                         | Toronto Maple Leafs, Toronto Marlies                |
| Południowa            | South Carolina Stingrays | North Charleston, Karolina Południowa | North Charleston Coliseum            | Washington Capitals, Hershey Bears                  |
| Konferencja Zachodnia |                          |                                       |                                      |                                                     |
| Dywizja               | Drużyna                  | Arena                                 | Miasto                               | Afilacja zespołu                                    |
| Centralna             | Cincinnati Cyclones      | Cincinnati, Ohio                      | US Bank Arena                        | Buffalo Sabres, Rochester Americans                 |
| Centralna             | Fort Wayne Komets        | Fort Wayne, Indiana                   | Allen County War Memorial Coliseum   |                                                     |
| Centralna             | Indy Fuel                | Indianapolis, Indiana                 | Indiana Farmers Coliseum             | Chicago Blackhawks, Rockford IceHogs                |
| Centralna             | Kalamazoo Wings          | Kalamazoo, Michigan                   | Wings Event Center                   | Vancouver Canucks, Utica Comets                     |
| Centralna             | Wheeling Nailers         | Wheeling, Wirginia Zachodnia          | WesBanco Arena                       | Pittsburgh Penguins, Wilkes-Barre/Scranton Penguins |
| Centralna             | Toledo Walleye           | Toledo, Ohio                          | Huntington Center                    | Detroit Red Wings, Grand Rapids Griffins            |
| Górska                | Allen Americans          | Allen, Teksas                         | Allen Event Center                   | San Jose Sharks, San Jose Barracuda                 |
| Górska                | Idaho Steelheads         | Boise, Idaho                          | CenturyLink Arena Boise              | Dallas Stars, Texas Stars                           |
| Górska                | Kansas City Mavericks    | Independence, Missouri                | Silverstein Eye Centers Arena        | Calgary Flames, Stockton Heat                       |
| Górska                | Rapid City Rush          | Rapid City, Dakota Południowa         | Rushmore Plaza Civic Center          | Minnesota Wild, Iowa Wild                           |
| Górska                | Tulsa Oilers             | Tulsa, Oklahoma                       | BOK Center                           | St. Louis Blues, San Antonio Rampage                |
| Górska                | Utah Grizzlies           | West Valley City, Utah                | Maverik Center                       | Anaheim Ducks, San Diego Gulls                      |
| Górska                | Wichita Thunder          | Wichita, Kansas                       | Intrust Bank Arena                   | Edmonton Oilers, Bakersfield Condors                |